# Alte Valli Anzasca, Antrona e Bognanco
Alte Valli Anzasca, Antrona e Bognanco este o arie protejată (arie de protecție specială avifaunistică — SPA) din Italia întinsă pe o suprafață de 21.574 ha, integral pe uscat.

## Localizare
Centrul sitului Alte Valli Anzasca, Antrona e Bognanco este situat la coordonatele 46°01′14″N 8°07′17″E / 46.020665°N 8.121444°E.

## Înființare
Situl Alte Valli Anzasca, Antrona e Bognanco a fost declarat arie de protecție specială avifaunistică în octombrie 2006 pentru a proteja 1 specie de plante și 23 de specii de animale.

## Biodiversitate
Situată în ecoregiunea alpină, aria protejată conține 17 habitate naturale: Pajiști alpine și boreale, Mlaștini alcaline, Grohotișuri silicioase de la nivelul montan până la nivelul zăpezii (Androsacetalia alpinae și Galeopsietalia ladani), Tufărișuri subarctice cu Salix spp., Pante stâncoase silicioase cu vegetație casmofită, Ghețari permanenți, Mlaștini turboase de tranziție și turbării mișcătoare, Râuri de munte și vegetația erbacee de pe malurile acestora, Păduri acidofile de Picea de la nivel montan la nivel alpin (Vaccinio-Piceetea), Fânețe montane, Păduri montane și subalpine de Pinus uncinata (* dezvoltate pe substrat gipsos sau calcaros), Păduri de fag Luzulo-Fagetum, Păduri de Castanea sativa, Liziere de ierburi înalte hidrofile de câmpie și de nivel montan până la alpin, Păduri aluvionare cu Alnus glutinosa și Fraxinus excelsior (Alno-Padion, Alnion incanae, Salicion albae), Păduri alpine de Larix decidua și/sau Pinus cembra, Formațiuni ierboase bogate în specii de Nardus, dezvoltate pe substraturi silicioase în zone montane (și în zone submontane, în Europa continentală).
La baza desemnării sitului se află mai multe specii protejate:
- plante (1): Asplenium adulterinum
- păsări (17): minunița (Aegolius funereus), potârnichea de stâncă (Alectoris graeca saxatilis), acvilă de munte (Aquila chrysaetos), cocoșul de mesteacăn (Bonasa bonasia), ciocănitoare neagră (Dryocopus martius), șoim călător (Falco peregrinus), ciuvică (Glaucidium passerinum), capîntortură (Jynx torquilla), Lagopus muta helvetica, sfrâncioc roșiatic (Lanius collurio), Lyrurus tetrix tetrix, viespar (Pernis apivorus), codroșul de pădure (Phoenicurus phoenicurus), silvie de zăvoi (Sylvia borin), mierlă (Turdus merula), sturz (Turdus pilaris), sturzul de vâsc (Turdus viscivorus)
- mamifere (2): lupul (Canis lupus), râs eurasiatic (Lynx lynx)
- nevertebrate (2): Erebia christi, fluturele auriu (Euphydryas aurinia)
- pești (2): zglăvoacă (Cottus gobio), Salmo marmoratus

Pe lângă speciile protejate, pe teritoriul sitului au mai fost identificate 21 de specii de plante, 17 specii de păsări, 1 specie de amfibieni, 9 specii de mamifere, 3 specii de nevertebrate, 1 specie de pești, 4 specii de reptile.